# Pork
Pork Pores Porkinson właściwie Krzysztof Borkusz (ur. 20 października 1980), znany również jako Pork, Pores i  Porkinson – polski raper. Krzysztof Borkusz znany jest przede wszystkim z występów w zespole Trzeci Wymiar. Współtworzył także kolektyw K.A.S.T.A. oraz zespół 3WKasta. W roku 2019 wydał dwa solowe albumy zatytułowane "93mln mil od Słońca" oraz "Postapocalypto".

## Dyskografia
Albumy solowe
| Tytuł                | Dane do. albumu                                          | Pozycja na liście |
| Tytuł                | Dane do. albumu                                          | POL               |
| -------------------- | -------------------------------------------------------- | ----------------- |
| Psychoterapy         | - Data: 26 października 2013 - Wydawca: Labirynt Records | 29                |
| 93 mln mil od słońca | - Data: 17 maja 2019 - Wydawca: Dystrykt Records         | 5                 |
| Postapocalypto       | - Data: 17 maja 2019 - Wydawca: Dystrykt Records         | 7                 |

Występy gościnne
| Album                        | Rok  | Utwór                                          | Źródło |
| ---------------------------- | ---- | ---------------------------------------------- | ------ |
| WhiteHouse – Kodex 3: Wyrok  | 2007 | "Przygotuj się na sztorm" (gościnnie: 3WKasta) | [ 8 ]  |
| Szad – 21 gramów             | 2011 | "Nie znasz mnie" (gościnnie: Pores)            | [ 9 ]  |
| Waldemar Kasta – Prawda naga | 2011 | "Fejm" (gościnnie: Pores)                      | [ 10 ] |
| Skor – Muzykoma              | 2012 | "Pociąg do nikąd" (gościnnie: Pores, Szad)     | [ 11 ] |

## Teledyski
| Tytuł                                                 | Rok  | Reżyseria/Realizacja | Album                | Źródło |
| ----------------------------------------------------- | ---- | -------------------- | -------------------- | ------ |
| "S.O.S."                                              |      | Juzz Media           |                      | [ 12 ] |
| "Śmiertelnie poważnie"                                | 2013 | ChaosRec             | Psychoterapy         | [ 13 ] |
| "Meloman"/"Byłeś wilkiem"                             | 2013 | Rap One Shot         | Psychoterapy         | [ 14 ] |
| "Musimy iść"                                          | 2013 | Juzz Media           | Psychoterapy         | [ 15 ] |
| "PPP"                                                 | 2013 | Juzz Media           | Psychoterapy         |        |
| "Ludzkie zoo"                                         | 2013 | Juzz Media           | Psychoterapy         |        |
| "#Hot16Challenge"                                     | 2014 | —                    | —                    | [ 16 ] |
| "Jesteś Wybrańcem"                                    | 2019 | NikolausFilmStudio   | 93 Mln Mil od Słońca |        |
| "AMG"                                                 | 2019 | grymuza              | 93 Mln Mil od Słońca |        |
| "Daj Mi Prąd"                                         | 2019 | Juzz Media           | 93 Mln Mil od Słońca |        |
| "Postapocalypto"                                      | 2019 | Juzz Media           | Postapocalypto       |        |
| "Iron Man"                                            | 2019 | Juzz Media           | Postapocalypto       |        |
| Gościnnie                                             |      |                      |                      |        |
| Nullo - "Od nałogu do nałogu" (gościnnie: Pork, Szad) | 2013 | JuzzMedia            | SPG dystrykt         | [ 17 ] |